# Hypsiboas rufitelus
Hypsiboas rufitelus là một loài ếch thuộc họ Nhái bén. Loài này có ở Costa Rica, Nicaragua, Panama, và có thể cả Venezuela. Môi trường sống tự nhiên của chúng là rừng ẩm vùng đất thấp nhiệt đới hoặc cận nhiệt đới, đầm nước nhiệt đới hoặc cận nhiệt đới, đầm lầy, đầm nước ngọt, và đầm nước ngọt có nước theo mùa. Chúng hiện đang bị đe dọa vì mất môi trường sống.

## Hình ảnh

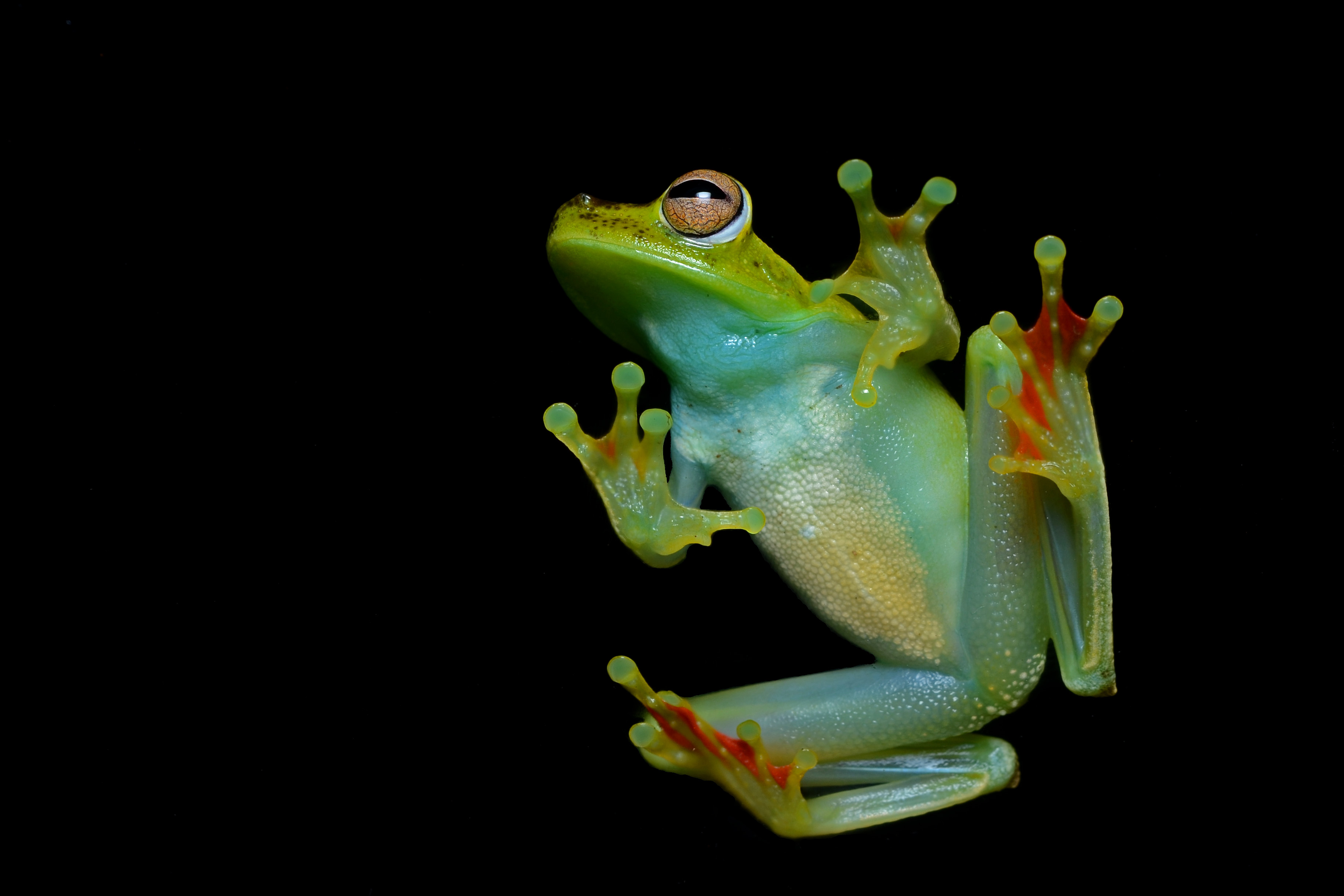